# Hussein Dey
Pour les articles homonymes, voir Hussein Dey (homonymie) et Dey.
 (avril 2022).
Hussein Dey ou Hussein ibn Hussein, né en 1764 dans l'Empire ottoman et mort en exil en 1838 à Alexandrie, est le dernier dey d'Alger de 1818 à 1830 et le 16e souverain indépendant d'Alger depuis Baba Ali.

## Biographie

### Naissance, enfance et embarquement pour Alger
Hussein naît dans l'Empire ottoman vers 1764 (le lieu exact de sa naissance est contesté soit Urla, soit Smyrne). Issu d'un milieu aisé et d'une famille de tradition militaire et religieuse, il s'engage comme canonnier après des études brillantes en théologie et une formation militaire à Constantinople. Son caractère entêté lui vaut cependant des problèmes avec la hiérarchie militaire, et il fuit l'Empire ottoman pour rejoindre la Régence d'Alger. Refuge traditionnel pour les personnes fuyant des pays étrangers, celle-ci offrait l'avantage d'être indépendante de facto de la Sublime Porte, dont elle ne reconnaissait que l'autorité symbolique découlant du califat. Elle maintenait cependant des liens commerciaux et historiques avec l'Empire ottoman : ainsi, la milice d'Alger continue de recruter à Smyrne pour faire face au manque d'effectifs et attirer les meilleurs talents ottomans. Pour ces derniers, l'enrôlement à Alger est également un débouché idéal : l'organisation de l'armée est, pour des raisons historiques, proche de celle qu'ils ont connue au sein de l'armée ottomane, et la course est synonyme d'enrichissement, d'accélération de carrière et d'opportunités considérables. Ils ne sont d'ailleurs pas les seuls puisque les renégats — nom donné par les Européens à ceux des leurs qui rallient les corsaires barbaresques — sont également un bassin de recrutement important, que ce soit sur la base de l'enrôlement volontaire ou par la voie de l'esclavage.
C'est donc probablement à partir de Smyrne que Hussein s'embarque pour Alger en 1782.

### Parcours militaire, commercial et politique

#### Une capacité d'intégration économique et sociale avérée
Tout jeune encore et étranger à l'univers de la Régence, Hussein doit faire ses preuves. Il se révèle rapidement être un excellent corsaire et gravit peu à peu les échelons en étant à la tête de navires de plus en plus importants. Ses succès lui permettent un certain enrichissement, qu'il a l'intelligence de réinvestir dans le commerce local, comme certains soldats avaient coutume de le faire pendant qu'ils étaient démobilisés. Il ouvre ainsi un commerce à Alger spécialisé dans la vente de différentes matières premières agricoles (blé, tabac...), qui compte bientôt de nombreux entrepôts et annexes dans la ville. En parallèle, il se construit une réputation d'érudit religieux, fort de sa formation à Constantinople, et ses actes de charité ainsi que son autorité morale lui assurent rapidement une popularité solide au sein de la population maure d'Alger

#### Un contexte favorable et une stratégie d'alliances fructueuses
Sa réussite dans les affaires et sa renommée militaire n'auraient pas suffi à lui ouvrir les portes de la vie politique algérienne si Hussein n'avait pas été doté d'un sens politique avisé et n'avait pas été porté par un contexte favorable. La vie intérieure de la Régence connaît alors une période de stabilité, sous le long règne de Mohamed Ben Othmane, à l'origine d'importantes réformes de l'administration. Le régime politique en place connaît également une mutation importante alors que les recettes de la course baissent et que les relations avec l'Empire ottoman se tendent (notamment à la faveur d'oppositions sur le dossier égyptien, la Régence d'Alger soutenant le camp français), le régime tente de se stabiliser en rendant le pouvoir davantage héréditaire. Mohamed Ben Othmane prépare sa succession en nommant des membres de sa famille et de sa belle-famille au sein de la haute administration (khaznadji, Grands Écrivains, diplomatie...). Dans ce contexte, Hussein comprend qu'épouser une femme issue des grandes familles sera, plus que jamais, un gage d'ascension politique. Son importante fortune et son bilan militaire solide avaient déjà fait de lui un proche conseiller de Mohamed Dey, mais c'est en épousant la fille de son neveu, la princesse Lalla Fatma, qu'il consolide sa position et devient réellement membre de l'establishment politique, malgré le handicap que constituaient ses origines anatoliennes, et le fait qu'il ne soit pas né à Alger (contrairement à la majorité des hauts dignitaires).
Compenser le manque d'ancrage local par une alliance avec les familles puissantes du pays — alliance facilitée par sa fortune et sa renommée militaire — se révèle être une stratégie payante. En 1791, à la mort de Mohamed Ben Othmane, le Diwan d'Alger est, pour la première fois depuis 1671, complètement écarté de la succession du Dey, puisque c'est son fils adoptif et neveu Sidi Hassan, anciennement khaznadji (premier ministre), qui accède au pouvoir En 1791, Hussein se retrouve donc être le gendre de l'homme le plus puissant de la Régence d'Alger. Cette position enviable lui permet d'intégrer l'administration dans laquelle il servira durant 23 ans, occupant une succession de postes à hautes responsabilités (imam du Dey, kodjet el-khil, Grand Écrivain, khaznadji...).

#### Une habilité politique qui explique sa longévité au sein de l'administration
Devenu haut dignitaire de la Régence, Hussein ne quittera plus le milieu politique, et ce malgré les importantes turbulences qui secouent la vie politique locale à l'orée du XIXe siècle. L'assassinat de Mustapha Pacha en 1805 marque la fin de la stabilité politique. En cinq ans, 3 deys se succèderont, et malgré les assassinats et les intrigues qui marquent chaque succession, Hussein arrive à se maintenir au pouvoir, et sait se rendre indispensable. Ses capacités militaires précieuses et sa bonne administration sont en effet nécessaires à chacun des partis, étant donné la crise économique et sociale sans précédent que traverse la Régence (la guerre perdue en 1816 contre les Américains a un impact désastreux sur la course, et une période de sécheresse entraîne également une crise de l'agriculture, deuxième source de revenus du pays). C'est ainsi qu'en 1817, il fait partie d'un des rares proches d'Omar Agha à être maintenu au pouvoir par Ali ben Ahmed.
En 1818, ce dernier, malade, le désigne comme successeur.

#### Une arrivée au pouvoir dans un contexte difficile

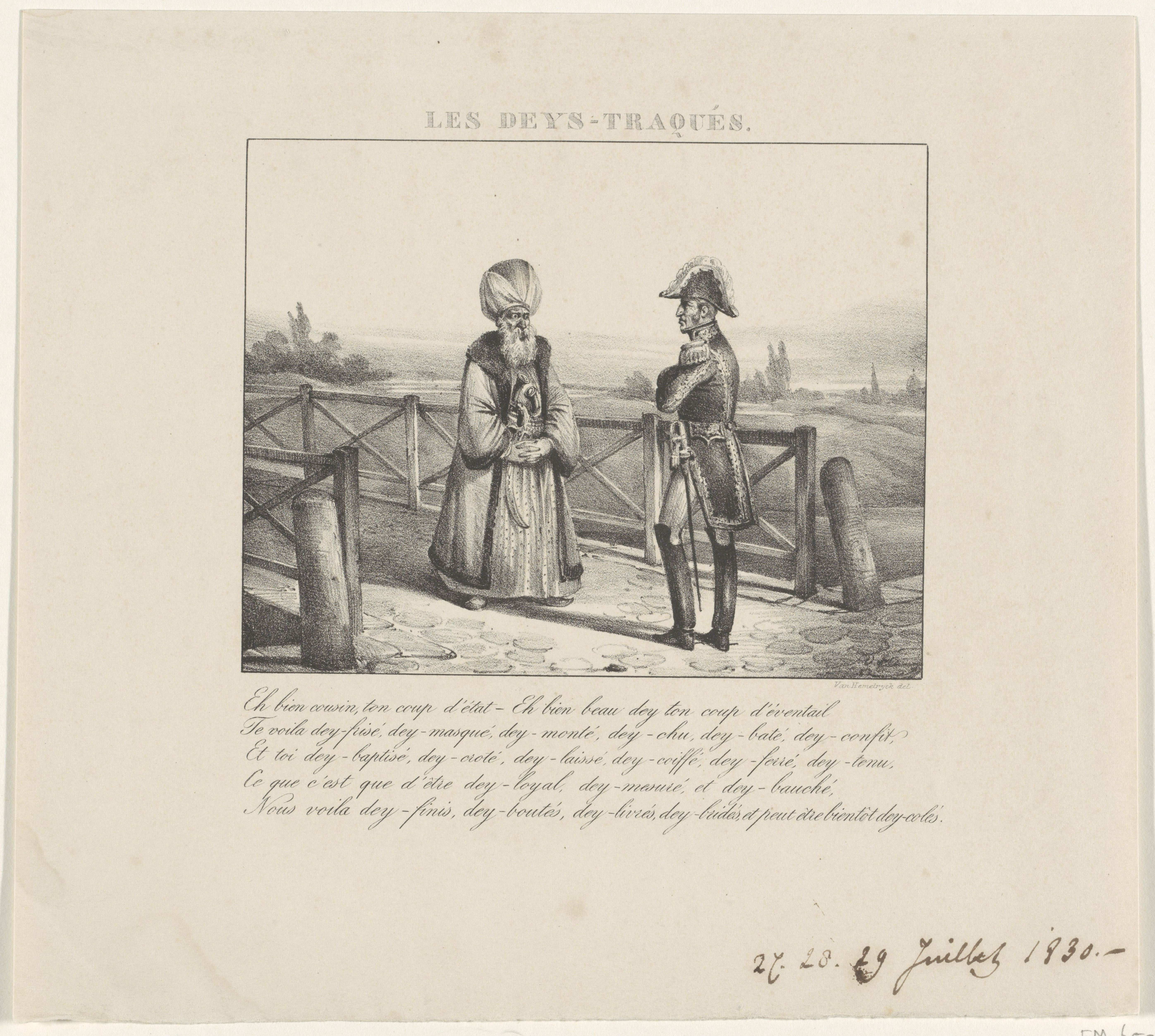
Dey Hussein avec le roi Charles X.

Hussein Dey arrive au pouvoir dans un contexte extrêmement difficile. Le dey précédent avait déclaré la guerre aux recrues turques de la Milice. Si la Régence d'Alger pouvait se permettre dans les années 1780 de recruter à l'étranger, la prospérité étant au rendez-vous, ce n'était plus du tout le cas en 1818. Bien au contraire, la chute des recettes de la course exacerbait le mécontentement des janissaires turcs, et le pouvoir politique craignait une révolte de leur part, qui pourrait être instrumentalisée par la Sublime Porte pour ramener le Royaume d'Alger dans son giron. Après une répression sévère qui fit près de 1200 morts, les derniers janissaires turcs avaient donc été expulsés sans ménagement en Turquie.
Malgré ses propres origines, Hussein Dey avait soutenu cette option, qui, bien qu'elle fermât définitivement la voie d'accès par laquelle il était lui-même, en son temps, devenu algérien, se révélait nécessaire pour préserver l'équilibre politique, déjà bien précaire, de la Régence. Mais en 1818, ce problème était réglé, et Hussein Dey devait à présent s'attaquer à la crise économique dans laquelle s'enlisait le pays et détendre les relations avec les puissances européennes. En guise d'apaisement, il affranchit ainsi de nombreux esclaves chrétiens, et pour faire face aux besoins économiques, mobilisa tous les esclaves au service de l'État. Sur le plan social, il apporta également un soutien financier aux différentes donations pieuses qui assuraient les besoins des populations indigentes, et tenta de limiter la corruption qui s'était généralisée au cours des deux dernières décennies. Les charges de Beys (gouverneurs provinciaux) étaient en effet devenues vénales : elles s'achetaient purement et simplement sans aucune considération pour la compétence et le mérite des personnes qui y prétendaient. De plus, se sachant dépourvus de base locale, ces Beys incompétents essoraient la population, et en retiraient autant d'impôts et de taxes qu'ils pouvaient, pour verser le plus d'argent possible à Alger et conserver le soutien du Dey.
Cette situation était à l'origine d'un large mécontentement, qui éclata dès l'arrivée au pouvoir de Hussein Dey, au Beylick de Constantine, contre le Bey Mustapha. Confronté au soulèvement populaire, Hussein Dey jouera la carte de l'apaisement, en révoquant le Bey contesté et en nommant à sa place Ahmed Bey el-Mamelouk, chef respecté d'une tribu de l'Est algérien. Il effectuera plusieurs remaniements par la suite, tout en maintenant invariablement Ahmed Bey, un autre homme intègre issu d'une tribu de Petite-Kabylie, comme khalifa (premier ministre local). L'administration de la province étant ainsi corrigée, et la situation économique s'améliorant à partir du milieu des années 1820, la colère populaire est durablement désamorcée. Hussein Dey ne parviendra cependant pas à être aussi efficace dans d'autres provinces du Royaume, puisque le Beylik de l'Ouest reste enlisé dans une corruption endémique.
Hussein Dey tente également de pousser à une application plus stricte des lois islamiques, ce qui n'est pas étonnant, étant donné sa formation religieuse initiale. Si le rôle politique de la Milice est quasi-inexistant après l'écrasement des Janissaires, celui de la population l'est également : dès son arrivée au pouvoir, Hussein Dey suspend les séances du Diwan, et les notables et anciens du pays ne sont plus consultés ; un des notables contemporains, Hamdane Khodja, témoigne même : « Si l’on a un reproche à lui faire [Hussein Dey], quant à son gouvernement, c’est celui de n’avoir pas rétabli l’ancien divan afin de pouvoir délibérer sur les affaires majeures, et profiter des conseils que l’expérience et les lumières des anciens peuvent toujours présenter pour être suivis ». Ce raidissement autoritaire, s'il s'explique par le contexte de crise et par une volonté de renforcer l'autorité étatique, n'en est pas moins préjudiciable à la pertinence des décisions qui sont prises, et conduisent le pouvoir à un repli sur soi. Ainsi, revenus d'un voyage en France, des notables algérois alertent durant les années 1820 sur l'ampleur du retard technologique et logistique dont souffre la Milice : aveuglé par la réputation d'invulnérabilité d'Alger, Hussein Dey minimise et relativise. Symptôme de cet excès de confiance, la Régence d'Alger se lance sans réfléchir en 1827 dans la guerre d'indépendance grecque ; si l'indépendance de la Grèce (proie traditionnelle des corsaires algériens, malgré son appartenance à l'Empire ottoman) menace bien les intérêts de la Régence, le contexte était plus que défavorable à une telle intervention, qui épuise les forces armées algériennes à la veille de l'affrontement avec la France.
En matière de politique étrangère, la paix est signée avec les États-Unis, l'Empire britannique et la plupart des pays européens, et les relations se détendent avec l'Empire ottoman, après des décennies de crispation. Cependant, le dossier de la créance de blé continue de plomber les relations franco-algériennes, et malgré le traité de paix franco-algérien de 1801 qui stipulait que « la guerre n'est pas naturelle entre les deux Etats », la situation se détériore au cours des années 1820.

### Affaire de l'éventail

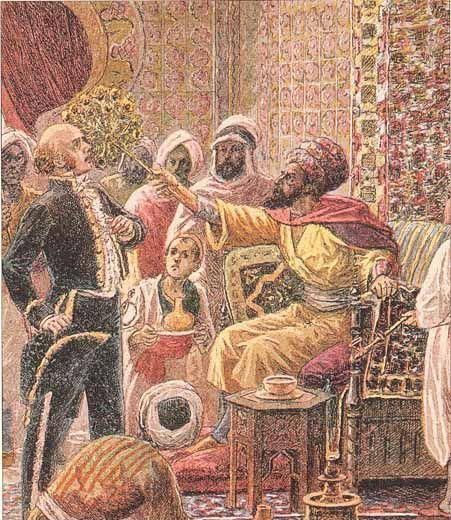
Le coup d'éventail.

Dans une tentative d'accroître sa popularité parmi le peuple français, Charles X chercha à renforcer le sentiment patriotique et détourna le regard de sa politique intérieure en « luttant contre le dey ». Cela a finalement conduit à la conquête française de l'Algérie.
Dans les années 1790, la France avait contracté l'achat de blé pour l'armée française auprès de deux marchands juifs d'Alger, M. Bacri et Boushnak, et était en retard pour les payer. Ces marchands avaient eux-mêmes des dettes envers le Dey et se prétendaient incapables de payer ces dettes jusqu'à ce que la France paye les siennes. Le dey avait négocié sans succès avec le consul de France, Pierre Deval, pour remédier à cette situation, et il soupçonna Deval de collaborer avec les marchands contre lui, surtout quand le gouvernement français ne fit aucune provision pour rembourser les marchands en 1820. Alexandre, le neveu de Deval, consul à Bône, a plus tard irrité le dey en fortifiant les entrepôts français à Bône et La Calle, contre les termes d'accords antérieurs,.
Le 29 avril 1827, à l'occasion de la fin du Ramadan, Hussein Dey reçoit comme il est de coutume les vœux des ambassadeurs musulmans et européens à la Casbah. De mauvaise humeur, il demande à Deval des explications au sujet du non-remboursement des créances par la France. Ce dernier lui répondant avec ironie et mépris qu'il ne voyait pas de quelle créance il parlait, le Dey s'emporte et frappe Deval avec son chasse-mouches. Charles X instrumentalisa cet affront à son représentant diplomatique, pour exiger d'abord des excuses de la part du Dey, et ensuite lancer un blocus contre le port d'Alger. Le blocus naval, qui avait pour but d'affaiblir militairement et économiquement la Régence avant une éventuelle invasion, infligea de graves dommages à une économie déjà détériorée. Une pénurie de bois touche notamment la marine algérienne. En 1830, alors que la situation diplomatique ne s'améliore pas et après le tir de plusieurs coups de canon contre un des navires du blocus, la France entame l'invasion d'Alger,.

### Invasion d'Alger (juin 1830)
Les plans de l'invasion, y compris le lieu du débarquement, étaient connus de Hussein Dey grâce à un réseau d'espions implanté à Malte et à Gibraltar. Alors que le débarquement avait été estimé imminent, Hussein Dey réunit un cercle de conseillers proches pour les consulter sur la stratégie à adopter. Deux points de vus s'affrontent : Ahmed Bey, bey de Constantine, plaide pour laisser les Français débarquer et avancer à l'intérieur de la Régence, qu'ils connaissent très mal ; après quoi les forces algériennes les attaqueraient de part et d'autre, et empêcheraient l'arrivée des renforts. À l'inverse, Ibrahim Agha, issu d'une famille de nobles locaux et gendre de Hussein Dey, plaide pour affronter les Français sur la plage même, confiant dans la capacité algérienne à en venir à bout. Comme c'est lui qui occupait alors le poste d'agha, ou chef des forces terrestres de la Régence, c'est son parti qui l'emporte.
Des contingents issus des beyliks d'Oran, de Constantine, du Titteri et de Dar El Soltane sont mis à disposition d'Ibrahim Agha, à qui est confiée la responsabilité exclusive de riposter à l'invasion. Le 14 juin 1830, trente-quatre mille soldats français débarquent à Sidi Ferruch. Le début des combats est favorable, les Algériens infligeant 14 pertes humaines et de nombreuses pertes matérielles à l'armée française, et ne comptant aucune perte humaine malgré d'importants dégâts matériels. Confiant, Ibrahim Agha n'avait mobilisé dans un premier temps que 10 000 hommes sur les 40 000 mis à sa disposition. Cependant, rapidement, les combats tournent à la défaveur des Algériens ; l'armement ancien et mal au point des soldats les handicape lourdement, et l'armée algérienne est très vite mise en déroute.
Après trois semaines de combat, les Français débarquent à Alger. Hussein Dey envoie une délégation pour négocier avec les Français. La reddition étant désormais inévitable, une convention de paix est signée. Les Français s'engagent à respecter les habitants, leurs biens et leur religion et à ne pas porter atteinte à leur dignité et à celles de leurs femmes. Hussein Dey, sa famille et ses biens sont également garantis d'être protégés. En échange, le contrôle du port, de la Casbah et de la ville elle-même sont cédés aux Français. Ce sont les débuts de la domination française en Algérie. La chute de l'État central n'est cependant pas totale : le Beylik de l'Est reste en place et oppose une résistance farouche à l'armée française jusqu'en 1839 ; à l'Ouest, l'Emir Abdelkader récupère le territoire de l'ancien Beylik et la moitié de la ville d'Alger, et ne dépose les armes qu'en 1847. La France ne conquerra la totalité du territoire de la Régence que plusieurs décennies après la chute d'Alger, après des affrontements qui déciment tant la population que les troupes coloniales.

### Exil
Le 10 juillet 1830, Hussein Dey quitte Alger avec sa famille : son épouse principale, Lalla Fatma, fille de Sidi Hassan Pacha, et trois concubines, son frère et son neveu, trois de ses filles dont deux sont mariées (les deux gendres, Ibrahim Agha et Kaid Ismaël sont respectivement commandant des troupes et ministre de la marine). Il emmène aussi sa suite, un total de 110 personnes des deux sexes (dont son économe, son trésorier, des janissaires et ses esclaves et eunuques). Hussein réclame 30 000 sequins (270 000 fr) comme étant sa pleine propriété, disant qu'il les a laissés à la Casbah. Le comte de Bourmont ordonne aussitôt de les lui remettre et l'autorise à enlever les armes, meubles, étoffes et tapisseries qu'il désire conserver. Hussein Dey et sa suite embarquent sur le navire français Jeanne d'Arc et arrivent à Naples le 31 juillet. Le 25 octobre, il se fixe à Livourne et y demeure trois ans.
Mais accusé d'intriguer pour favoriser un soulèvement de la population algérienne et d'entretenir un réseau d'espions en Europe et en Afrique du Nord, il est exilé à Alexandrie pour être placé sous la stricte surveillance de Méhémet Ali, allié de la France. Il y meurt à une date qui n'est pas connue avec précision, mais qui se situerait autour de 1838.

### Vie privée
De l'union entre Hussein Dey et son épouse Lalla Fatma naîtront plusieurs enfants :
- Nafissa (Néfissa) (épouse du Caid Ismael)[34] (parfois orthographiée Nefeessa Hanem)[35]

Dont la fille Hadida Caid Ismael ou sœur Aurelia est morte en 1929 en Italie à la tête de l'orphelinat San Giuseppe de Cascano à Caserte au nord de Naples.
- une fille (épouse de Ibrahim Agha qui perdit la bataille de Staouéli le 19 juin 1830)[37]
- Amina Hanim, née en 1819 (épouse d'un dénommé Salah Bey)[38]
- El Hadj Omar[34] (El Hadj Omar Hanefi Pacha ou Omar Bey)[39] (Ou El Hadj Omar ben Hadj Hussein)[40]

## Hommages
Une commune de la wilaya d'Alger ainsi que son district sont nommés en son honneur. L'équipe de football Nasr Athletic Hussein Dey y est basée.